# Muérdete la lengua
Muérdete la lengua es el álbum debut de Francisca Valenzuela, editado y publicado el 11 de junio de 2007. Todas las canciones fueron compuestas entre 2000 y 2007, siendo producidas por Mauricio Durán y Francisco Durán (miembros de la banda Los Bunkers).

## Lista de canciones
Todas las canciones escritas y compuestas por Francisca Valenzuela. 
| Muérdete la lengua (2007) |                       |          |  |
| N.º                       | Título                | Duración |  |
| 1.                        | «Peces»               | 3:53     |  |
| 2.                        | «Muérdete la lengua»  | 2:58     |  |
| 3.                        | «Afortunada»          | 3:34     |  |
| 4.                        | «Excavador de tumbas» | 3:25     |  |
| 5.                        | «Muleta»              | 3:41     |  |
| 6.                        | «Los poderosos»       | 4:36     |  |
| 7.                        | «Dulce»               | 3:32     |  |
| 8.                        | «Segunda vuelta»      | 3:40     |  |
| 9.                        | «Las Vegas»           | 4:26     |  |
| 10.                       | «Esta noche»          | 3:40     |  |
| 42:02                     |                       |          |  |

| Bonus tracks de Edición especial + DVD (2008) |                                       |          |  |
| N.º                                           | Título                                | Duración |  |
| 11.                                           | «No necesito mucho (en vivo)»         | 5:25     |  |
| 12.                                           | «Queen»                               | 2:16     |  |
| 13.                                           | «Dulce (Videoclip)»                   | DVD      |  |
| 14.                                           | «Muérdete La Lengua (Videoclip)»      | DVD      |  |
| 15.                                           | «Afortunada (Videoclip)»              | DVD      |  |
| 16.                                           | «Muérdete La Lengua (En Vivo)»        | DVD      |  |
| 17.                                           | «Afortunada (En Vivo)»                | DVD      |  |
| 18.                                           | «Run Run Se Fue Pa'l Norte (En Vivo)» | DVD      |  |
| 19.                                           | «Esta Noche (En Vivo)»                | DVD      |  |
| 20.                                           | «Peces (En Vivo)»                     | DVD      |  |
| 21.                                           | «Queen (En Vivo)»                     | DVD      |  |
| 22.                                           | «Dulce (En Vivo)»                     | DVD      |  |
| 44:50                                         |                                       |          |  |

| Bonus tracks de reedición en CD (2013) |          |          |  |
| N.º                                    | Título   | Duración |  |
| 11.                                    | «El mar» | 3:08     |  |
| 47:58                                  |          |          |  |